# Snart kommer Jesus, som själv han sagt
Snart kommer Jesus, som själv han sagt är en psalm med text och musik från 1912 av Lelia Morris. Texten översattes till svensk 1987 av Barbro Törnberg-Karlsson.

## Publicerad i
- Segertoner 1930 som nr 287.
- Segertoner 1988 som nr 659 under rubriken "Jesu återkomst".[1]